# Firidoun bey Kocharli
Firidun bey Ahmad bey oglu Kocharli o Kocharlinski (en azerí: Firidun bəy Köçərli; en ruso: Фиридун-бек Кочарлинский or Кочарли) (26 de enero de 1863, Shusha – 1920, Ganyá) fue un escritor y pedagogo azerí.

## Biografía
Nació en 1863 en Shusha, único hijo de Ahmad bey Kocharli. Tras graduarse en 1885 en el seminario para maestros del Transcáucaso de Gori, Georgia, comenzó a enseñar azerí y religión en la escuela musulmana de Ereván. En 1895 regresó a Gori a enseñar en su alma mater.
Fue impulsor del idioma azerí y escritor de libros sobre esta lengua y su literatura.
En 1895 escribió su primer artículo, Comedias Tatar ("Comedias azeríes"), seguido de Ensayos sobre nuestra literatura (1904). En 1903 publicó su primer trabajo académico: Literatura de los Tatars de Azerbaiyán, trabajo crítico con información acerca de 130 escritores azeríes. En los siguientes años publicó Mirza Fatali Akhundov (1911) y Regalo para niños (1912). También tradujo al azerí obras de otros autores, en su mayoría rusos. Su obra académica de mayor envergadura fue su ´Temas de Historia de la Literatura de Azerbaiyán, publicada póstumamente en 1925.
Entre 1917 y 1918 fue miembro del Consejo Nacional de Azerbaiyán y entre 1918 y 1920 fue diputado en el parlamento de la República Democrática de Azerbaiyán. En la primavera de 1920, durante la invasión soviética de Azerbaiyán, miembros del partido nacionalista armenio Dashnaksutiun, haciéndose pasar por bolcheviques, lo capturaron y llevaron a Ganyá. Cuando enviados de Bakú acudieron a liberarlo había sido ejecutado. En esos momentos, Kocharli dirigía el Seminario para maestros de Gazakh, fundado en 1918 por iniciativa suya.